# 도농상생운동
도농상생운동이란 농업인은 품질좋은 우수농산물을 생산, 깨끗한 자연환경 및 전통문화 보존으로 도시민의 건강한 삶을 지켜주고, 도시민은 우리 농산물 애용으로 농업인들의 실질소득을 보장해주어 농업인이 안심하고 영농에 전념할 수 있는 풍토를 조성해나가자는 운동으로 대한민국에는 농촌사랑운동이 그 일환으로 전개되고 있다.
이는 도시와 농촌이 서로 공동체적 관계에서 함께 발전하는 것으로 농촌(농업인)이 도시로부터의 일방적인 도움을 받는다는 인식에서 탈피하여 도시의 기업과 단체 등이 농촌마을과 자매결연을 통하여 지속적인 동반자적 협력관계를 유지하고 고향사랑과 이웃사랑을 실천함으로써 상호 보완적인 상생관계로 나가는 것이다.
현재 대표적인 실천사업으로는 1사1촌운동이 있으며, 1사1촌운동은 기업(단체)과 농촌마을이 자매결연을 맺고 일손돕기, 농산물직거래, 농촌체험, 농촌관광 등 다양한 교류활동을 벌이는 운동이다. 기업은 농촌마을 방문과 우리농산물 애용을 통해 기업이미지를 제고할 수 있고, 농촌은 기업에게 안전한 농산물과 깨끗한 환경을 제공하여 농산물 브랜드가치를 제고할 수 있는 서로에게 도움을 주는 상생운동이다.